# Terry Dubrow
Terry J. Dubrow (Los Ángeles, 14 de septiembre de 1958) es un cirujano plástico y celebridad de televisión estadounidense. Es conocido por su trabajo en The Swan y por ser coanfitrión en Botched y su serie derivada o spin-off Botched by Nature juntó con Paul Nassif. También hace apariciones en The Real Housewives of Orange County juntó con su esposa, Heather. En 2015, Dubrow apareció en Good Work, un programa de entrevistas con temática de cirugía plástica, juntó con los coanfitriones RuPaul y Sandra Vergara. Dubrow también realizó los procedimientos de cirugía plástica en Bridalplasty, una serie de telerrealidad que se estrenó en 2011 y contaba con un grupo de mujeres que competían para ganar una boda y un procedimiento de cirugía plástica transformadora.

## Vida personal
Terry Dubrow nació siendo hijo de Laura y Alvin Dubrow. Su familia es de ascendencia judía Asquenazí.[cita requerida] Se crio en Los Ángeles juntó con su hermano mayor Kevin, quién fue el cantante principal de la popular banda de heavy metal Quiet Riot durante la mayor parte de la existencia de la banda, hasta su muerte en 2007. Se casó con la actriz y estrella de The Real Housewives of Orange County, Heather Dubrow (née Kent) en 1999. Tienen cuatro hijos.
Dubrow recibió su título de médico en la Escuela de Medicina de Los Ángeles de la Universidad de California y también tiene una maestría en la Universidad Yale. Luego completó una residencia en cirugía general y fue jefe de residentes en el Centro Médico Harbor-UCLA y completó su beca en cirugía plástica y reconstructiva en el Centro Médico de UCLA. Dubrow está certificado por la Junta Estadounidense de Cirugía Plástica y es miembro del Colegio Estadounidense de Cirujanos.
Dubrow y su esposa promueven una dieta de moda conocida como "Dubrow Diet", basada en una forma de ayuno intermitente. También tiene una presencia constante en la red comercial ShopHQ, generalmente vendiendo productos de salud.

## Televisión
| Año           | Título            | Papel                  | Notas                 |
| ------------- | ----------------- | ---------------------- | --------------------- |
| 2004          | The Swan          | Él mismo               |                       |
| 2010–11       | Bridalplasty      | Él mismo               |                       |
| 2014–presente | Botched           | Él mismo / Coanfitrión | Coproductor ejecutivo |
| 2015          | Good Work         | Él mismo / Coanfitrión |                       |
| 2016          | Botched by Nature | Él mismo / Coanfitrión | Coproductor ejecutivo |
| 2019–presente | License to Kill   | Él mismo / Narrador    | Oxygen                |

## Publicaciones
Dr. and Mrs. Guinea Pig Present The Only Guide You'll Ever Need to the Best Anti-Aging Treatments. Ghost Mountain Books. ISBN 1939457556 (2016)
The Dubrow Diet: Interval Eating to Lose Weight and Feel Ageless. Ghost Mountain Books. ISBN 978-1939457714 (2018)
The Dubrow Keto Fusion Diet: The Ultimate Plan for Interval Eating and Sustainable Fat Burning. William Morrow Books. ISBN 0062984322 (2020)